# Pugchén Chico
Pugchén Chico är en ort i Mexiko.   Den ligger i kommunen Chamula och delstaten Chiapas, i den sydöstra delen av landet, 700 km öster om huvudstaden Mexico City. Pugchén Chico ligger 1 929 meter över havet och antalet invånare är 662.
Terrängen runt Pugchén Chico är bergig, och sluttar västerut. Runt Pugchén Chico är det ganska tätbefolkat, med 139 invånare per kvadratkilometer. Närmaste större samhälle är Ixtapa, 10,8 km väster om Pugchén Chico. I omgivningarna runt Pugchén Chico växer huvudsakligen savannskog.